# 193 Ambrosia
193 Ambrosia eller A915 RB är en asteroid i asteroidbältet, upptäckt 28 februari 1879 av den franske astronomen Jérôme Eugène Coggia vid Marseille-observatoriet, Frankrike. Asteroiden har fått sitt namn efter Ambrosia, de grekiska gudarnas föda.